# Assassinats a Albi
Assassinats a Albi o Assassinat a Albi (títol original en francès, Meurtres à Albi) és un telefilm franco-belga de 2020 de la col·lecció Assassinats a.... Es va emetre per primera vegada a Suïssa el 19 de juny de 2020 al canal RTS Un, a Bèlgica el 3 de novembre del mateix any a La Une i al canal France 3 el 23 de gener del 2021. S'ha doblat al català central per a TV3 amb el títol d'Assassinats a Albi, i al valencià per a À Punt amb el nom d'Assassinat a Albi.
És una coproducció de Delante Productions, France Télévisions, AT-Production i l'RTBF, amb el suport de la regió d'Occitània.
El rodatge va tenir lloc als carrerons de la ciutat episcopal d'Albi com a teló de fons. També es van rodar escenes al poble de Pena.

## Sinopsi
Després de molts anys fora, l'Annabelle torna a Albi, la ciutat on va créixer, amb la seva filla de dotze anys, la Pauline. L'acaben de nomenar comissària i és la primera dona que es posa al capdavant de la comissaria. Això disgusta el Marc, que estava convençut que el càrrec seria per a ell. L'assassinat d'un vell pagès i, poc després, el d'una treballadora social, els endinsaran en una investigació que portarà l'Annabelle a descobrir els seus orígens.